# Байтерецький сільський округ (Єнбекшиказахський район)
Байтере́цький сільський округ (каз. Бәйтерек ауылдық округі, рос. Байтерекский сельский округ) — адміністративна одиниця у складі Єнбекшиказахського району Алматинської області Казахстану. Адміністративний центр — село Байтерек.
Населення — 13894 особи (2021; 13541 у 2009, 8080 у 1999, 7586 у 1989).
Станом на 1989 рік існувала Новоалексієвська сільська рада (села Алга, Койшибек, Новоалексієвка).

## Склад
До складу округу входять такі населені пункти:
| Населений пункт | Населення, осіб (1989) | Населення, осіб (1999) | Населення, осіб (2009) | Населення, осіб (2021) |
| --------------- | ---------------------- | ---------------------- | ---------------------- | ---------------------- |
| Алга, село      | 1204                   | 1258                   | 1866                   | 1499                   |
| Байтерек, село  | 5483                   | 5844                   | 9679                   | 10996                  |
| Койшибек, село  | 899                    | 978                    | 1996                   | 1399                   |